# Миконазол
Миконазол — препарат для местного лечения большинства грибковых заболеваний, в том числе дерматофитов, дрожжевых и дрожжеподобных, наружных форм кандидоза.
Фунгицидный эффект миконазола связан с нарушением синтеза эргостерина — компонента клеточной мембраны гриба. Миконазол связывается с отдельными звеньями в цепи биосинтеза эргостерина, что обусловливает фунгистатическое действие препарата. Продукты разорванной биосинтетической цепи встраиваются в клеточную мембрану грибов, что повреждает её целостность.